# Угузево (Кушнаренковский район)
Угузево (баш. Үгеҙ) — деревня в Кушнаренковском районе Башкортостана, входит в состав Старотукмаклинского сельсовета.

## Географическое положение
Расстояние до:
- районного центра (Кушнаренково): 25 км,
- центра сельсовета (Старые Тукмаклы): 3 км,
- ближайшей ж/д станции (Уфа): 56 км.

## Население
| 2002 | 2009 | 2010 |
| ---- | ---- | ---- |
| 328  | ↘318 | ↘304 |

### Национальный состав
Согласно переписи 2002 года, преобладающие национальности — татары (60 %), башкиры (40 %).

## Транспорт
Через деревню проходит автобус № 346 по маршруту Уфа — Тукмаклы.

## Известные уроженцы
- Мударисов, Миннегали Закирович (1947—2015) — советский биатлонист, советский и российский тренер по биатлону. Мастер спорта СССР. Заслуженный тренер РСФСР[5].